# Adenoma d'hipòfisi
L'adenoma d'hipòfisi o adenoma hipofític o adenoma pituïtari o adenoma hipofisiari és un adenoma (tumor no cancerós) que es produeix en la hipòfisi. Els adenomes d'hipòfisi es divideixen generalment en tres categories depenent sobre el seu funcionament biològic: adenoma benigne (la majoria), adenoma invasiu (el 35%) i carcinoma (del 0,1% al 0,2%). Els adenomes d'hipòfisi representen del 10% a 25% de totes les neoplàsies intracranials i l'estimació de la taxa de prevalença en la població general és d'aproximadament el 17%.
Els adenomes d'hipòfisi no invasius i no secretors són considerats com benignes en el sentit literal i en el clínic, però, un recent metanàlisi (Fernández-Balsells, et al. 2011) de les dades disponibles han mostrat que hi ha fins ara hi ha pocs estudis - de mala qualitat - per donar suport o refutar aquesta hipòtesi.
Els adenomes que superen els 10 mm de mida es defineixen com macroadenomas, i els menors de 10 mm com microadenomas. La majoria dels adenomes hipofisiaris són microadenomas, i tenen una prevalença estimada del 16,7% (14,4% en estudis d'autòpsies i el 22,5% en estudis radiològics). La majoria dels microadenomas hipofisiaris sovint no són diagnosticats i els que es diagnostiquen amb freqüència es troben de forma casual (o troballa incidental, llavors se'ls coneix com a incidentalomes).
Els adenomes invasors poden envair la duramàter, l'os del crani o l'os esfenoide. Encara que anteriorment es creia que els adenomes hipofisiaris clínicament actius eren rars, estudis recents han suggerit que podrien afectar aproximadament un de cada 1000 persones de la població general.